# 1600

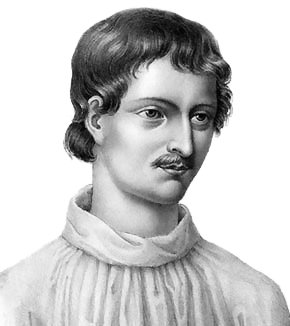
Giordano Bruno

Het jaar 1600 is het 100e jaar in de 16e eeuw volgens de christelijke jaartelling.

## Gebeurtenissen
januari
- 1 - Schotland begint het officiële jaar op 1 januari, in plaats van 25 maart.

februari
- 5 - Op de Vughterheide vindt de "Slag van Lekkerbeetje" plaats.
- 8 - Giordano Bruno wordt tot de brandstapel veroordeeld door de Rooms-Katholieke Kerk.
- 17 - Giordano Bruno wordt verbrand.
- 19 - Arequipa in Peru wordt totaal verwoest door een uitbarsting van de vulkaan Huaynaputina (die begint op 19 februari en duurt tot in maart).

maart
- 24 - Maurits van Nassau belegert het Fort Crèvecoeur en gaat over naar de Staten bij verdrag.
- 26 - Maurits van Nassau belegert het Fort Sint-Andries.

april
- 19 - Het Nederlandse galjoen De Liefde bereikt, als eerste Nederlands schip, Japan. Het schip wordt onder bevel van Ieyasu Tokugawa in beslag genomen en de bemanning wordt opgesloten in het kasteel van Osaka.

mei
- 8 - Na een beleg van zes weken gaat het Fort Sint-Andries bij verdrag over naar de Staten. Maurits van Nassau betaalt hiervoor 125.000 gulden, en neemt de Waalse bezetting in dienst. Dit regiment noemt zich voortaan de Nieuwe Geuzen.

juni
- 13 - Sebald de Weert komt op Het Geloof met 36 man in Goeree aan.

juli
- 2 - Slag bij Nieuwpoort (Veldslag in de Tachtigjarige Oorlog).

oktober
- 8 - San Marino neemt een geschreven consitutie aan.
- 20 - De negentien scheepskanonnen van De Liefde worden ingezet in de Slag bij Sekigahara. Overwinning van Tokugawa Ieyasu; begin van het Tokugawa-shogunaat.

december
- 14 - Treffen in de Baai van Manilla tussen twee Spaanse schepen onder Antonio Corta en twee Nederlanders onder Olivier van Noort.
- 17 - Huwelijk tussen Hendrik IV van Frankrijk en Maria de Medici. Première van de oudst bewaarde opera: Euridice van Jacopo Peri.
- 31 - Oprichting van de Engelse Oost-Indische Compagnie.

zonder datum
- Michaël de Dappere verenigt Walachije, Moldavië en Transsylvanië.
- De Britse arts William Gilbert vermoedt dat de Aarde een reusachtige magneet is.
- De stad Londen heeft 200.000 inwoners.

## Muziek
- maart - Eerste uitvoering te Rome van Rappresentazione di Anima e di Corpo, een "recitar cantando" van Emilio de Cavalieri
- In de Barokmuziek vindt de opkomst van monodie plaats door Claudio Monteverdi.
- Cornelis Schuyt componeert de bundel Il primo libro de madrigali a cinque voci.

## Beeldende kunst

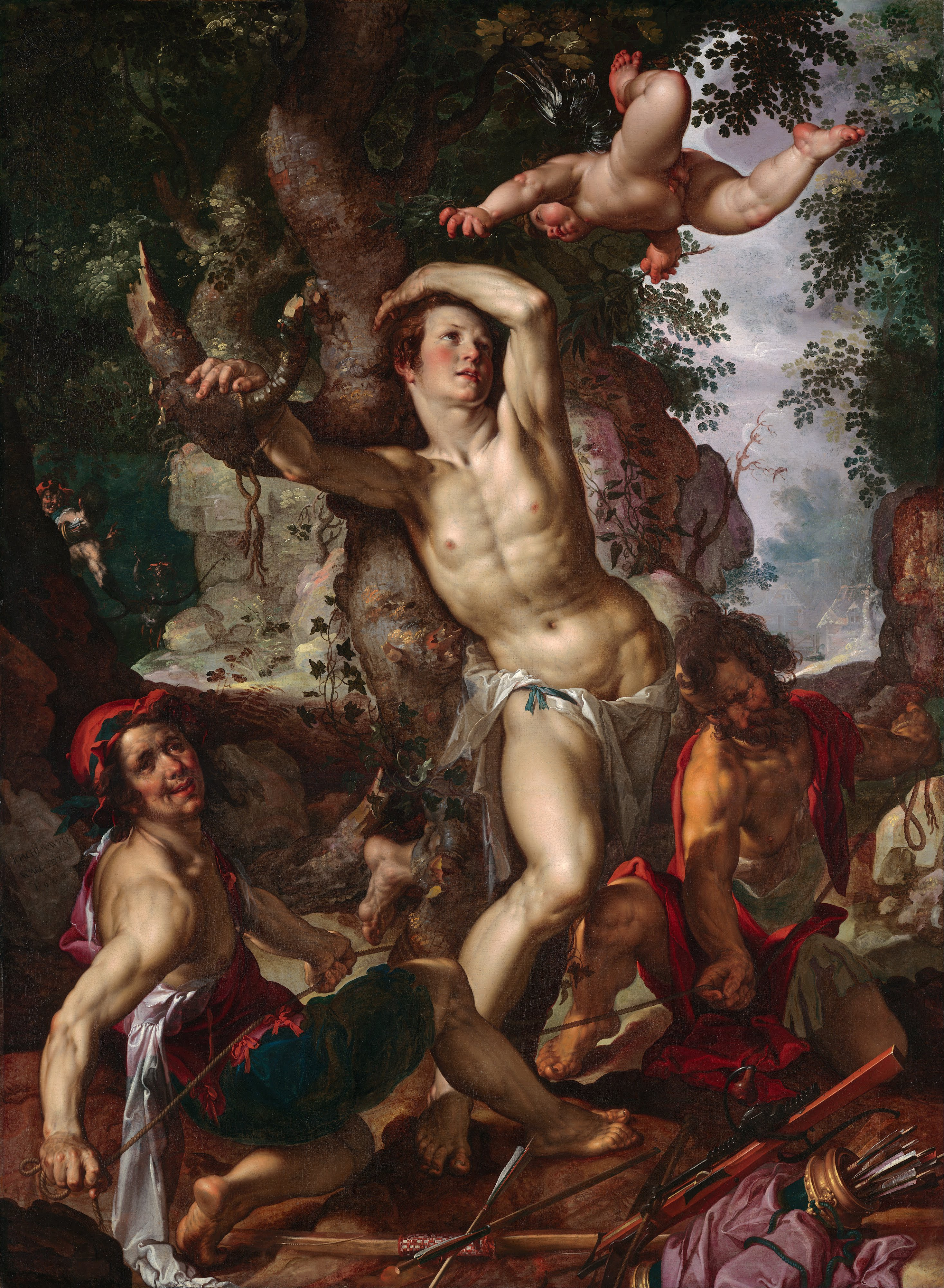
St Sebastiaan (1600) Joachim Wtewael, Nelson-Atkins Museum of Art, Kansas City

## Bouwkunst

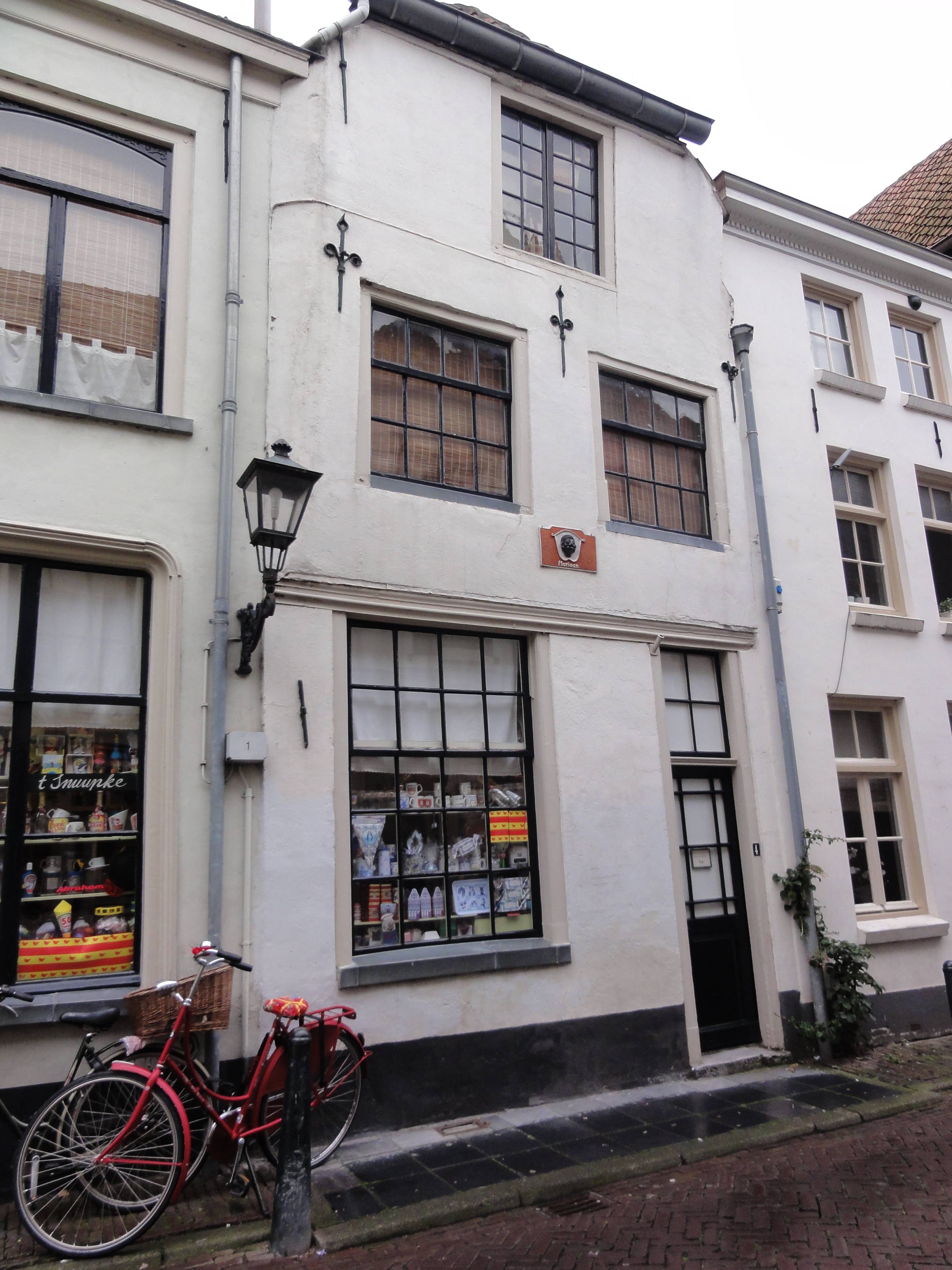
Woonhuis, Grave (ca. 1600)

## Geboren
januari
- 1 - Friedrich Spanheim, Duits-Nederlands calvinistisch theoloog (overleden 1649)
- 24 - Elisabeth Strouven, stichteres van het klooster Calvariënberg en schrijfster van een autobiografie (overleden 1661)
- 28 - Clemens IX, paus vanaf 1667 (overleden 1669)

februari
- 1 - Johan Evertsen, Nederlands admiraal (overleden 1666)
- 5 - Johan Picardt, Nederlands historicus, medicus en predikant (overleden 1670)

maart
- 3 - Robert Roberthin, Duits dichter (overleden 1648)

juni
- 30? - Adam Michna z Otradovic, Tsjechisch componist, muziekpedagoog, schrijver en organist (overleden 1676)

november
- 19 - koning Karel I van Engeland, Schotland en Ierland (overleden 1649)

datum onbekend
- Giovanni Battista Gisleni, barokarchitect en zanger (overleden 1672)

## Overleden
februari
- 5 - Gerard van Houwelingen (~40), Bossch cavalerieluitenant
- 17 - Giordano Bruno (52), Italiaans priester, filosoof en kosmoloog

mei
- 4 - Jean Nicot (70), Frans ambassadeur in koninkrijk Portugal

november
- 12 - Andreas van Oostenrijk (42), Boheems kardinaal-deken en plaatsvervangend gouverneur-generaal van de Zuidelijke Nederlanden

datum onbekend
- Claude Lejeune (~70), Frans componist (polyfonist)